# Menat (Puy-de-Dôme)
Menat is een gemeente in het Franse departement Puy-de-Dôme (regio Auvergne-Rhône-Alpes) en telt 610 inwoners (1999). De oppervlakte bedraagt 20,31 km², de bevolkingsdichtheid is 30 inwoners per km².

## Demografie
Onderstaande figuur toont het verloop van het inwonertal (bron: INSEE-tellingen).

1. ↑  Populations de référence 2022.